# فرانک لیسترا
فرانک لیسترا (انگلیسی: Frank Leistra؛ زادهٔ ۱ آوریل ۱۹۶۰) بازیکن هاکی روی چمن اهل پادشاهی هلند است.